# Estadio Danilo Martelli
El Estadio Danilo Martelli es un estadio de fútbol ubicado en la ciudad de Mantua, región de Lombardia, norte de Italia. Construido en 1949, posee una capacidad para 14.884 personas y actualmente es la sede del Mantova 1911 SSD de la Serie B Italiana.
Inicialmente el recinto deportivo fue nombrado Benito Mussolini, el título pasó a Settimo Leoni en 1936 y en 1945 recibió el nombre del soldado estadounidense John. R. Nation, caído en combate cerca de Mantua. Finalmente, en 1949 adoptó el nombre del futbolista italiano Danilo Martelli, que formó parte del equipo Grande Torino, fallecido junto al resto del equipo en el accidente aéreo de Superga el 4 de mayo de 1949.

## Historia
El estadio tiene su origen en el año 1930, cuando al ingeniero Aldo Badalotti se le encargo elaborar un proyecto para la construcción de un nuevo estadio permanente que integrara un velódromo, un campo de fútbol y una pista de atletismo. En 1931, la ciudad fue elegida para ver la llegada de la primera etapa del Giro de Italia 1931, en la meta pasó primero el ciclista "local" Learco Guerra, que se convirtió en el primer ciclista de la historia en vestir la maglia rosa, año en el cual fue instituida dicha prenda.
Las obras según el proyecto se desarrollaron por etapas: en 1936 se inauguró la pista ciclista permanente de hormigón y en 1937 se construyó el estadio "propiamente dicho", con gradas fijas de ladrillo con capacidad para unos 15.000 espectadores.
Entre 1947 y 1949 las instalaciones fueron ampliadas y desarrolladas hasta alcanzar su aspecto definitivo y ser inauguradas oficialmente con un acto oficial. En los años 60, cuando el Mantova jugaba en la Serie A, el estadio Martelli podía acoger hasta unos 21.000 espectadores, que también podían sentarse en las rectas del velódromo. El posterior endurecimiento de las normas de seguridad y de los criterios de infraestructuras obligó progresivamente (en torno a 1993) a limitar el aforo efectivo a 12.000 plazas.

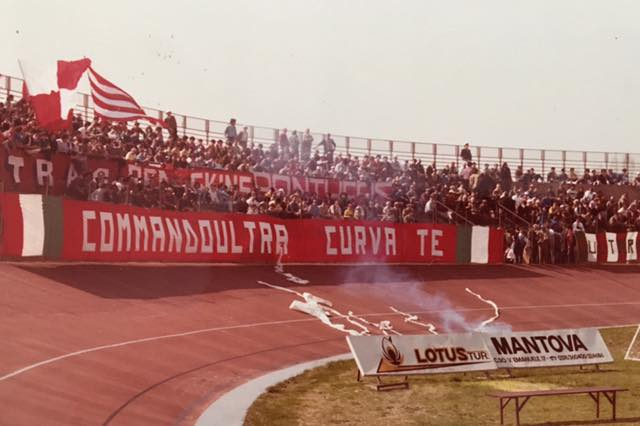
El estadio en 1980, aún con el velódromo.
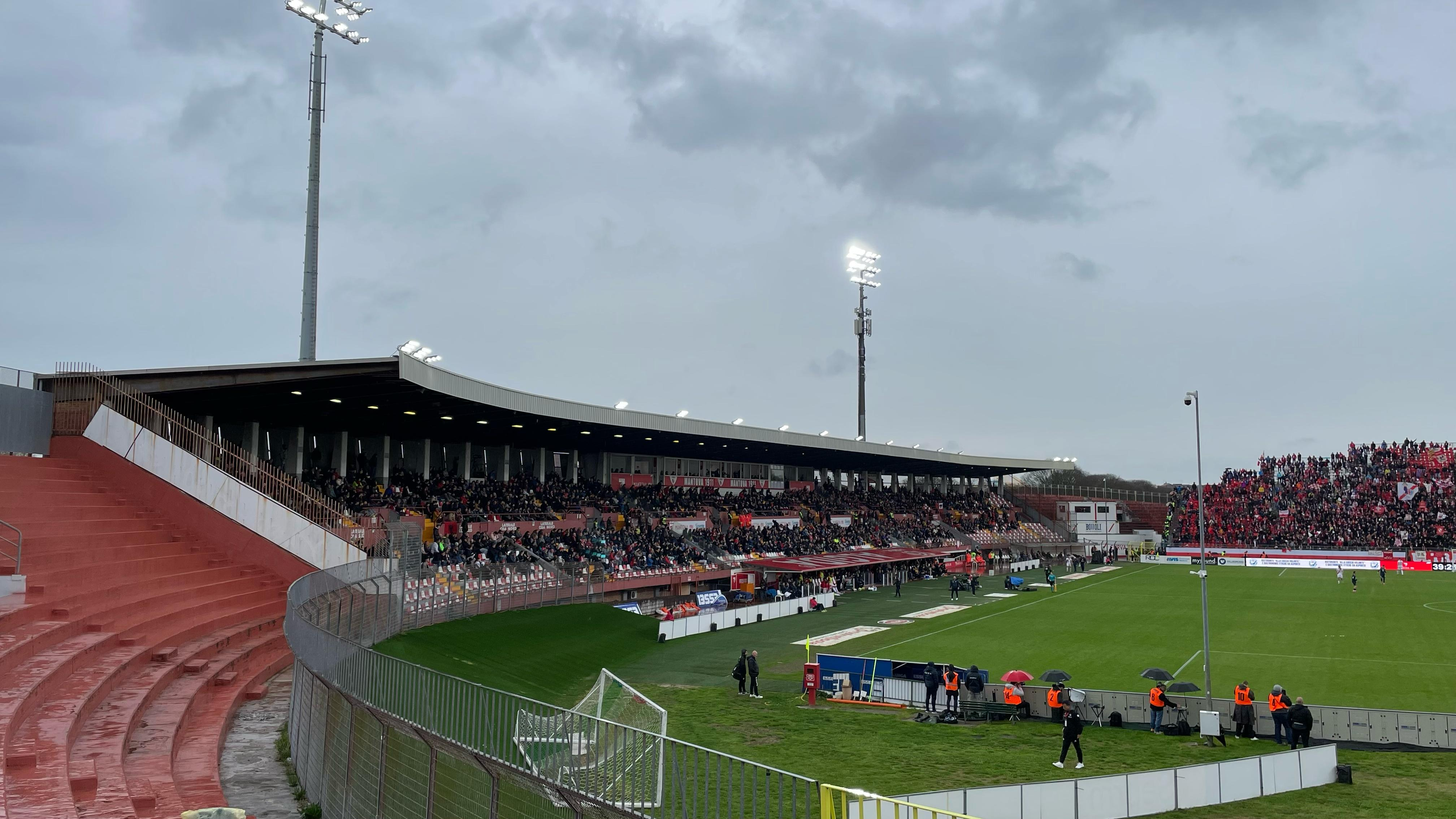
Tribuna principal.